# Tanjil River
Tanjil River är ett vattendrag i Australien. Det ligger i delstaten Victoria, omkring 120 kilometer öster om delstatshuvudstaden Melbourne.
I omgivningarna runt Tanjil River växer i huvudsak städsegrön lövskog. Runt Tanjil River är det ganska tätbefolkat, med 70 invånare per kvadratkilometer. Genomsnittlig årsnederbörd är 1 343 millimeter. Den regnigaste månaden är juni, med i genomsnitt 189 mm nederbörd, och den torraste är januari, med 59 mm nederbörd.